# Cinéma (revista)
Cinéma és una revista de cinema francesa fundat el 1954 per la Federació Francesa de Cineclubs (FFCC), que va publicar la seva revista Ciné-Club des d'octubre de 1947 fins a març de 1951. Pierre Billard era llavors el seu redactor en cap: va ocupar aquest càrrec fins a 1967. Gaston Hausstrate el succeí amb Marcel Martin i Henry Moret.
La rendibilitat de la publicació, en els seus inicis, estava assegurada per un sistema de venda forçada als clubs (un exemplar per cada deu socis).
El 1971 set crítics van deixar la revista per crear Écran. El núm 162 de Cinéma 72 al·ludeix breument a aquesta sortida. El 6 de desembre de 1971 la junta directiva de la FFC "jutja inadmissible la carta de 8 redactors" de la revista "que constitueix un autèntic ultimàtum contra altres editors". La nova redacció està formada per Gaston Hausstrate, redactor en cap; Albert Cervoni, Fernand Dufour, Frantz Gévaudan i Jacques Morin, membres del consell editorial. Beneficiar-se d'una tirada de 27.500 còpies, Cinema 72 tenia 8.200 subscriptors.
A partir del seu número 485 (abril de 1992), la revista apareix dues vegades al mes.
La particularitat de la revista és que el seu títol inclou l'any de publicació fins al número 522 (16-31 de desembre de 1993).
Des d'un petit format quadrat en blanc i negre, la publicació va evolucionar cap a un format tradicional i en color (abans de tornar al blanc i negre el març de 1992).
El primer número (títol: Cinéma 55) es va publicar el novembre 1954; el darrer (número 600) és datat del qurt trimestre de 1999.

## Col·laboradors de la revista
- Gilles Jacob, Jacques Grant, Gérard Frot-Coutaz, Noël Simsolo, Dominique Rabourdin, Gérard Courant, Claude-Michel Cluny, Jean-Loup Passek, Dominique Païni, Pierre Billard, André-Georges Brunelin, Patrick Bureau, Jean-Pierre Coursodon, Albert Cervoni, Jacques Petat, Joël Magny, Gilles Colpart, Leonardo de la Fuente, Jean-Paul Torok, Raymond Lefèvre, Marcel Martin, Michel Mardore, Pierre Philippe, René Gilson, Jean Roy, Mireille Amiel, Jean-Louis Rieupeyrout, Noël Simsolo, Bertrand Tavernier, Max Tessier, Gaston Haustrate.